# Imre Farkas
Imre Farkas (Budapest, 23 de junio de 1935-Budapest, 10 de agosto de 2020) fue un deportista húngaro que compitió en piragüismo en la modalidad de aguas tranquilas.
Participó en dos Juegos Olímpicos de Verano, en los años 1956 y 1960, obteniendo en total dos medallas de bronce, una en Melbourne 1956 en la prueba de C2 10 000 m y la otra en Roma 1960 en la prueba de C2 1000 m. Ganó una medalla de bronce en el Campeonato Europeo de Piragüismo de 1957.

## Palmarés internacional
| Juegos Olímpicos   | Juegos Olímpicos      | Juegos Olímpicos  | Juegos Olímpicos |
| Año                | Lugar                 | Medalla           | Competición      |
| ------------------ | --------------------- | ----------------- | ---------------- |
| 1956               | Melbourne (Australia) | Medalla de bronce | C2 10 000 m      |
| 1960               | Roma (Italia)         | Medalla de bronce | C2 1000 m        |
| Campeonato Europeo |                       |                   |                  |
| Año                | Lugar                 | Medalla           | Competición      |
| 1957               | Gante (Bélgica)       | Medalla de bronce | C2 1000 m        |